# Alexander Mackenzie (magnat ferroviari)
Sir Alexander Mackenzie (Kincardine, Ontàrio, Canadà, 30 de juny de 1860 - 12 de juliol de 1943) fou un advocat i home de negocis canadenc que treballà per la Brazilian Traction, una Free-Standing Company promoguda per Frederick Stark Pearson que es convertí en el seu moment en la inversió canadenca a l'exterior més gran.
El 1919 el van fer Sir per la seva contribució a que Brasil participés en la Primera Guerra Mundial a favor dels aliats.

## Feina al Brasil
Un cop finalitzats els estudis de dret, va treballar en un bufet d'advocats al Canadà. El 1899 va ser contractat per William Mackenzie (sense parentiu), que l'envià a Brasil junt amb dos tècnics per revisar les qüestions legals de l'empresa Sao Paulo Tramway, Light and Power Co. El 1904 començà a treballar per la societat Rio de Janeiro Tramway, Light and Power Co, compaginant les dues empreses. Va estar permanentment al Brasil fins al setembre de 1912, quan dimití del seu càrrec.
Els motius de la decisió no són clars; l'excés de feina i responsabilitats, la preocupació per la salut de la seva dona que anà a Anglaterra o la incomoditat amb la forma en que es feu la fusió entre les dues empreses per formar la Brazilian Traction, inflant el preu de les accions de la companyia holding resultant, i fent a Pearson, president de la companyia, i a William Mackenzie, president de la junta d'accionistes, molt rics.
El gener 1915, Pearson el va convèncer perquè tornès, i va ser nomenat conseller delegat i assessor jurídic. El 1917 ja era el principal inversor de la societat, el 1924 era president del consell d'administració de la Brazilian Traction i de la Sao Paulo Light and Power. Va treballar al grup fins al 1928, quan tornà al Canadà.

## Conseller de la Barcelona Traction
Fou membre del consell d'administració de la Barcelona Traction entre el desembre de 1911 i 1912. Quan el desembre de 1914 aquesta companyia no pagà els interessos de les obligacions que havia emès, Mackenzie, com a tenedor d'obligacions, va instar als tribunals de Londres que anomenessin un administrador concursal. Aquest fou H.T. McAuliffe, president d'una de les empreses que portaven els comptes del grup i president també de la societat Guarantee Insurance and Investment Company, que havia actuat coordinadament amb Spanish Securities Company Limited en la compra el 1911 dels primers actius per a la Barcelona Traction i que constituïa un accionista de referència de l'empresa
El nomenament d'un administrador concursal proper als promotors de l'empresa era important per poder assolir uns pactes de refinançament favorables als interessos dels promotors.